# خنزير الماء
خنزير الماء أو الكَبِبَارة (بالإغريقية: hydor = ὕδωρ = «ماء»؛ choiros = χοίρος = «خنزير») وهو حيوان يعيش في أمريكا الجنوبية والوسطى بالقرب من الأنهار والبحيرات، ويعتبر من أضخم القوارض في العالم كما يمكن أن يصل وزنه إلى 66 كيلوغرامًا.
يستطيع السباحة بسرعة يستعمل الأقدام الأمامية للسباحة ويهرب من أعدائه داخل المياه، يتغذى على الأعشاب، ويعتبر الكَبِبَارة من أهم فرائس أفعى الأناكُندة الضخمة. كما يعد محرما عند المسلمين 